# Festival d'Angoulême 1984
La onzième édition du Salon international de la bande dessinée d'Angoulême se déroule du 27 au 29 janvier 1984. Le grand prix de la ville d'Angoulême est décerné à Jean-Claude Mézières, dessinateur de Valérian et Laureline.

## Palmarès
Le jury décernant les prix est composé de Jean-Claude Forest (président), Jean-Michel Boucheron (maire), Pierre Veilletet (Sud Ouest), Jean-Paul Morel (Le Matin), Robert Escarpit (Le Monde), Jean-Pierre Cliquet (Lire), Monique Bussac, Adrienne Krikorian, François Pierre, Dominique Bréchoteau, Pierre Pascal.
- Grand prix : Jean-Claude Mézières
- Alfred meilleure BD de l'année : Attilio Micheluzzi, Marcel Labrume, t. 2 : À la recherche des guerres perdues, Les Humanoïdes associés
- Alfred enfant (décerné par la classe de sixième du lycée Jules-Verne) : Peyo, Les Schtroumpfs olympiques, Dupuis
- Alfred presse : Yann et Didier Conrad, Bob Marone, t. 1 : Le Dinosaure blanc. “A la recherche de Frank Veeres”, Glénat
- Alfred Fanzine : Lard Frit
- Alfred avenir : Bruno Barbier
- Prix de l'association des chroniqueurs de Bandes dessinées (ACBD) : Jean Teulé (d'après Jean Vautrin), Bloody Mary, Glénat.

## Déroulement du festival
- Jean-Claude Forest, grand prix l'année précédente, dessine l'affiche du festival.
- Les fanzines réintègrent la place du Champ-de-Mars.
- Pour la première fois, sous la pression des éditeurs, une journée professionnelle est organisée.
- La maison Dupuis refuse d'envoyer une sélection de ses bandes dessinées au jury. Dupuis se fait voler un camion contenant près d'une tonne d'albums. Les BD sont retrouvées dans un fossé, mais pas le camion.
- Greenpeace marque la parution de l'album collectif « à ma mer » par l'exposition, place de l'école de musique, d'une baleine gonflable de 15 mères.
- Fondation de l'Association des critiques de bandes dessinées (ACBD) qui décerne son premier prix « Bloody Mary » pour Jean Teulé, auteur d'un album du même nom avec Jean Vautrin.
- Une bande de punks agresse l'effigie de la mère Denis amenée par les participants au fanzine « 20000 lieues sous la mère Denis ». Match de football des auteurs.
- L'attribution de l'alfred du meilleur album à Marcel Labrume plutôt qu'à Partie de chasse, grandissime favori, soulève la perplexité générale[1].

## Documentation
- Claude Guillot, « Angoulême 11 », Le Collectionneur de bandes dessinées, no 42,‎ mars-avril 1984, p. 7.
- Benoît Mouchart, « Marcel Labrume », dans Primé à Angoulême, Éditions de l'An 2, 2003, p. 32-33.